# Kramatorsk
Kramatorsk (ukrainska: Краматорськ uttal (fil); ryska: Краматорск) är en stad i Donetsk oblast i östra Ukraina. Folkmängden uppgick till 165 469 invånare i början av 2012. Staden är belägen i det högindustrialiserade Donetsbäckenet, vid floden Kazennyj Torets, cirka 75 kilometer norr om staden Donetsk. Viktiga näringar är stålindustri samt maskin- och cementtillverkning. Kramatorsk grundades 1868 som en järnvägsort och fick stadsrättigheter 1932.

## Historia
Kramatorsk uppstod i slutet av 1800-talet när järnvägsstationen på sträckan Kursk–Azov byggdes intill byn Petrivka och staden växte runt den. Efter hand kom andra bosättningar i området att inkorporeras i staden. Upptäckten av kalk, sand, sandsten, värdefull lera och mineraler i området ledde till att en fabrik för tillverkning av byggnadsmaterial anlades år 1885. År 1896 öppnade en tysk firma en fabrik för tillverkning av gruvmaskiner.
I början av 1920-talet förnyades industrin, befolkningen växte och under 1930-talet ökade industrialiseringen snabbt. Metallindustrin växte och en andra, större maskinfabrik anlades år 1934. Under andra världskriget ockuperades Kramatorsk av tyska trupper från den 27 oktober 1941 till den 5 februari 1943, samt mellan den 27 februari och 6 september 1943, varefter staden återtogs av Röda armén. Befolkningen växte efter andra världskriget och var som störst med 204 000 invånare år 1993.
I samband med Rysslands invasion av Ukraina besköts den 8 april 2022 Kramatorsks järnvägsstation med raketer, varvid minst 50 personer omkom och omkring 700 personer skadades.

## Ekonomi
Kramatorsk, beläget i Donetsbäckenet, blev ett centrum för maskinindustrin, med fokus på tillverkning av tunga maskiner för metallindustri, kolbrytning, transport och energisektorn. Efter Ukrainas frigörelse skedde privatiseringar och modernisering av industrin. Kramatorsk har nio maskintillverkningsfabriker, tre metallindustrier byggmaterialindustri och livsmedelsindustri i form av bland annat charkuterifabrik, kvarn och bryggeri. IT-företaget Quartsoft Corp., med kontor i USA och Österrike, grundades år 1999.
Juzivskas gasfält finns i Kramatorskområdet.

## Galleri

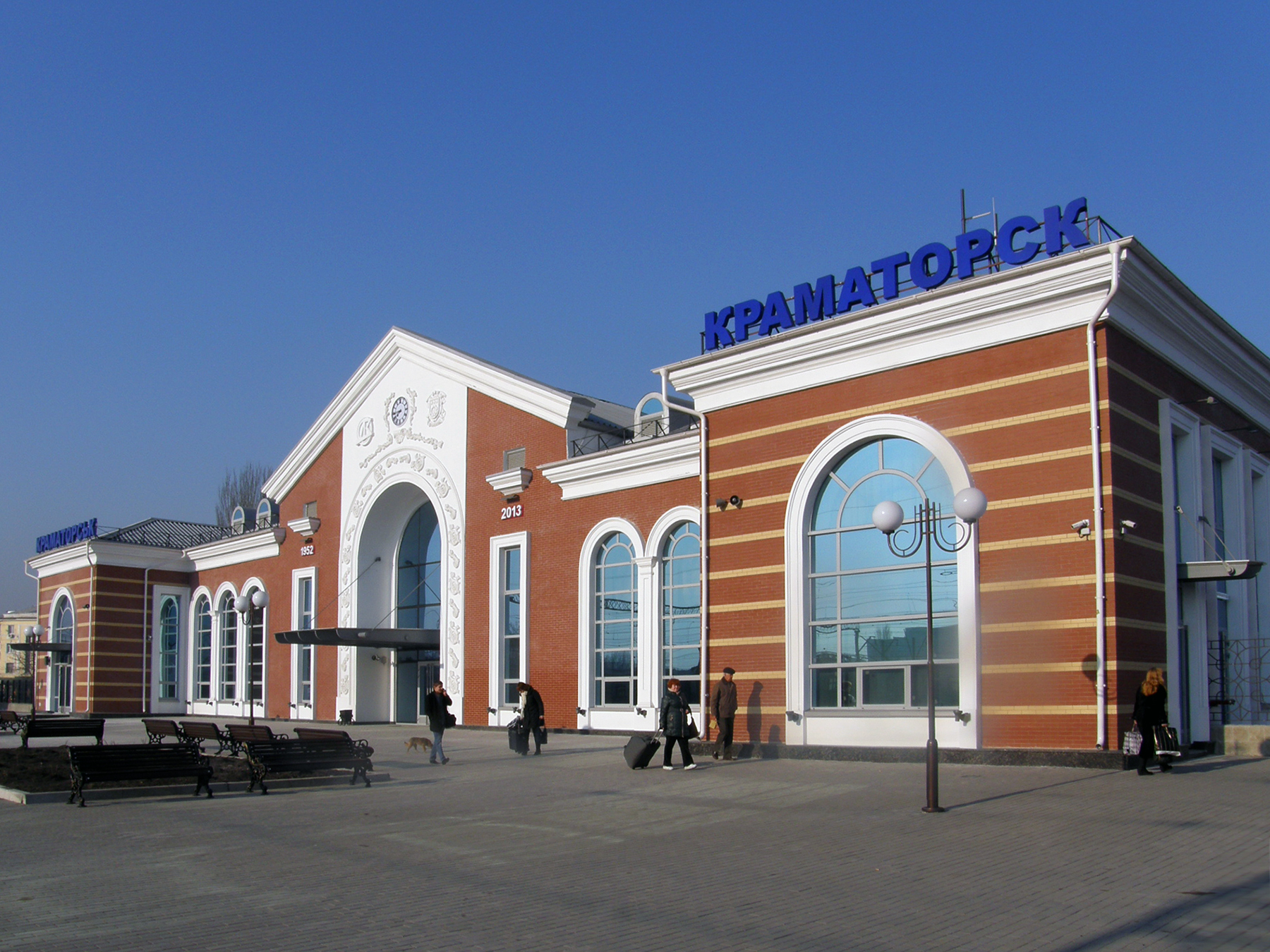
Järnvägsstationen i Kramatorsk.
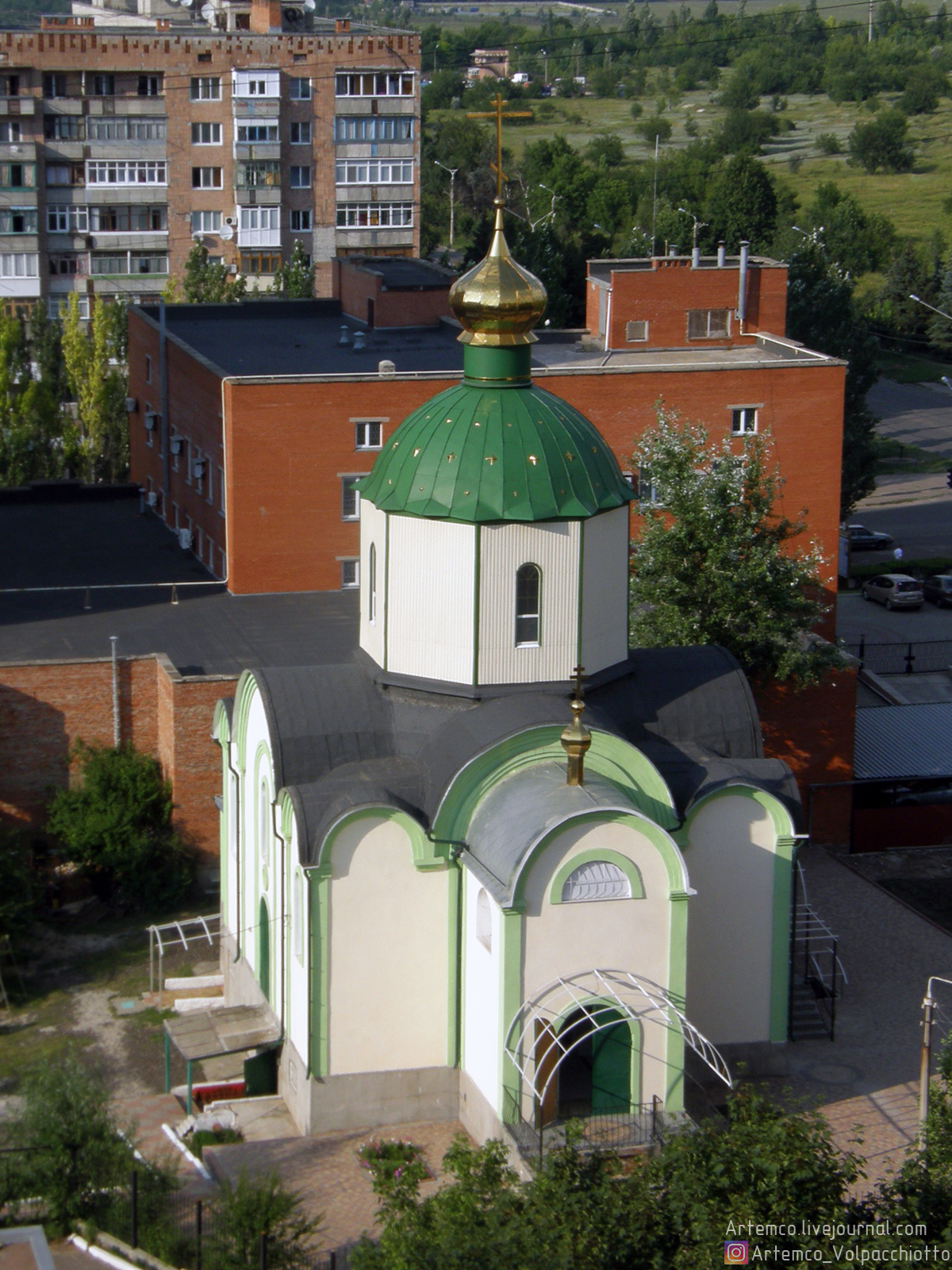
Johannes Döparens födelsekyrka.
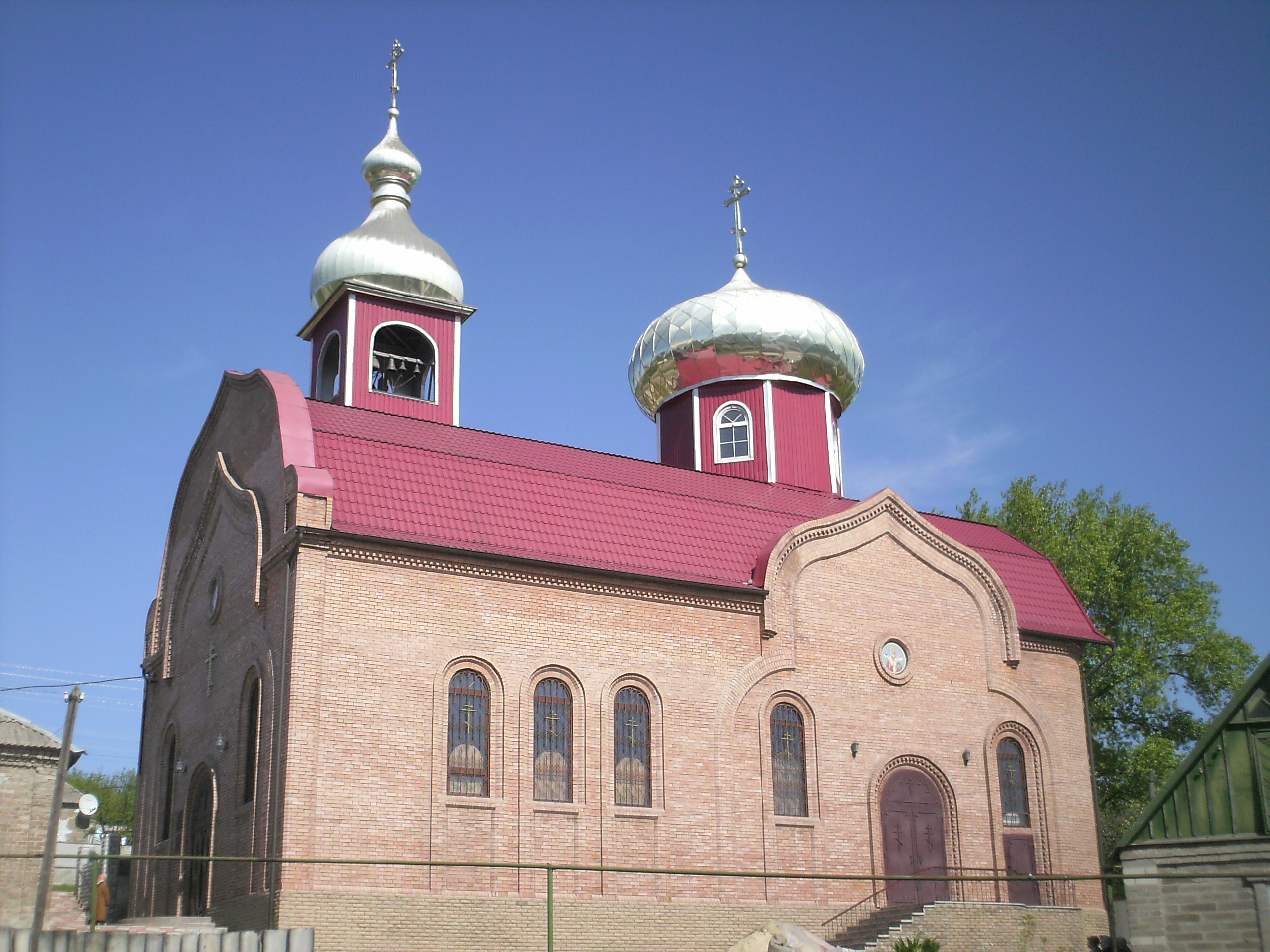
Jungfruns födelsekyrka.
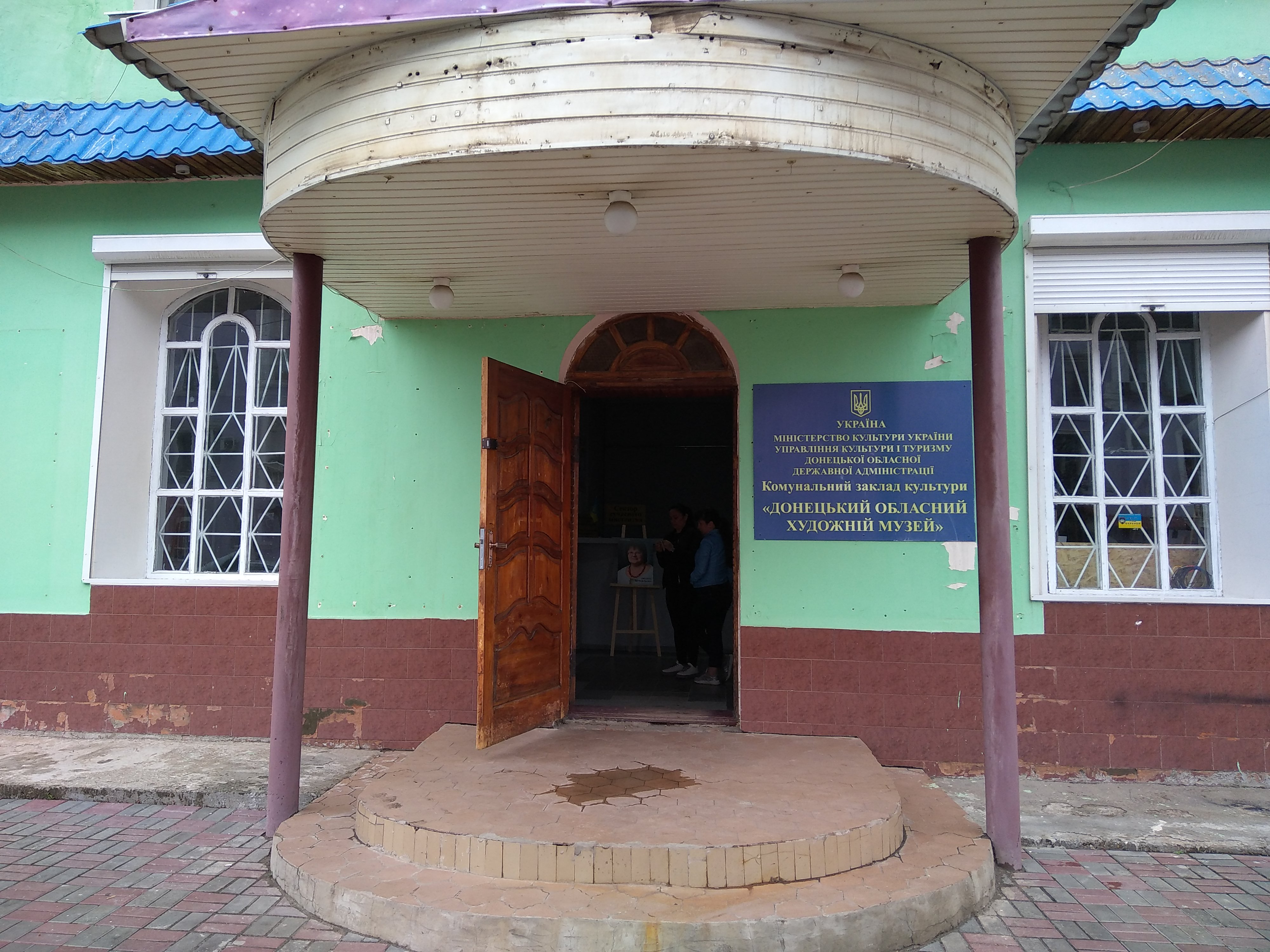
Donetsks regionala konstmuseum.
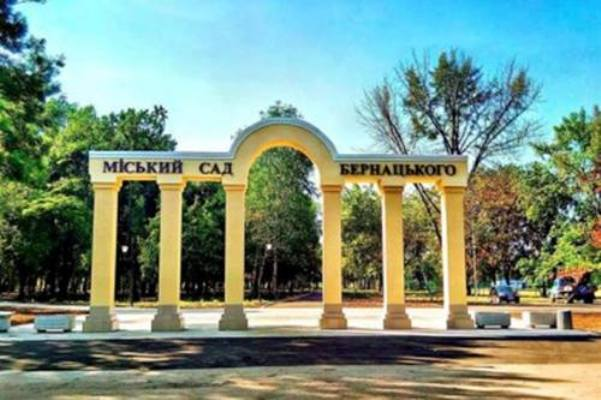
Bernatskyjs trädgård.
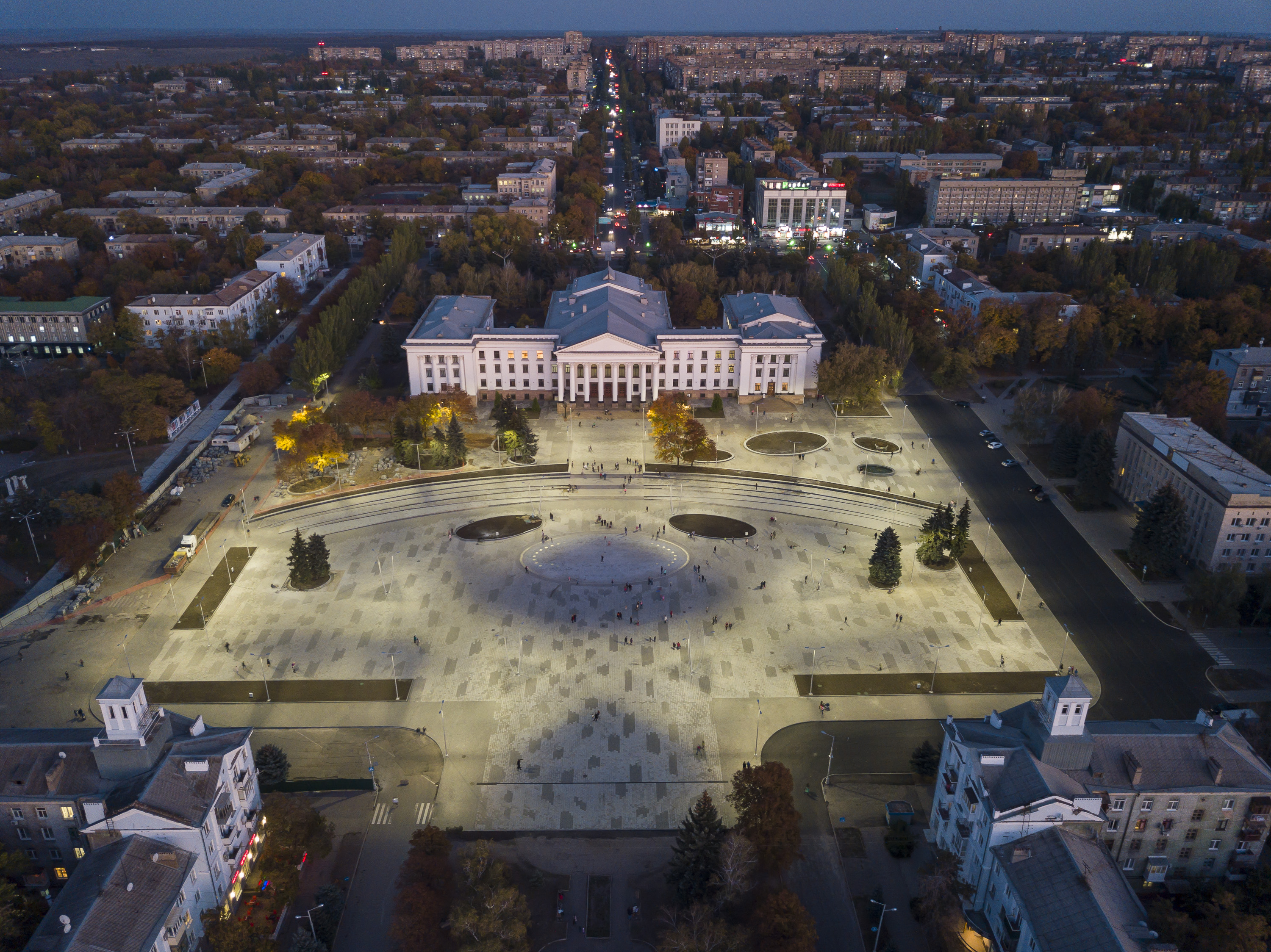
Kultur- och teknikpalatset.